# Eucheilota tropica
Eucheilota tropica is een hydroïdpoliep uit de familie Lovenellidae. De poliep komt uit het geslacht Eucheilota. Eucheilota tropica werd in 1959 voor het eerst wetenschappelijk beschreven door Kramp. 